# Première bataille de Newbury
Pour les articles homonymes, voir Bataille de Newbury.
 (janvier 2025).
Le contenu est difficilement compréhensible vu les erreurs de traduction, qui sont peut-être dues à l'utilisation d'un logiciel de traduction automatique.
Première guerre civile anglaise
Batailles
- Edgehill

1643
- Adwalton Moor
- Newbury (1)

1644
- Marston Moor
- Lostwithiel
- Newbury (2)
- Taunton

1645
- Naseby
- Langport

1646
- Torrington
- Oxford

La bataille de Newbury est une bataille de la Première guerre civile anglaise. Le combat s'est déroulé le 20 septembre 1643 entre une armée royaliste, sous le commandement personnel de Charles Ier d'Angleterre et une force parlementaire dirigée par le comte d'Essex. Après une année de succès des armées royalistes au cours de laquelle elles prennent Banbury, Oxford et Reading sans conflit avant la prise de Bristol, les troupes parlementaires ont été laissées sans armée efficace sur le champ de bataille. Lorsque Charles Ier assiège Gloucester (en), le parlement est forcé de rassembler une armée sous le commandement d'Essex pour battre les forces de Charles Ier. Après une longue marche, Essex surprend les royalistes et les repousse loin de Gloucester avant de commencer une retraite en direction de Londres. Charles rallie ses forces et poursuit Essex, dépassant l'armée parlementaire à Newbury et la forçant à continuer sa retraite.
Essex réagit par une attaque surprise sur les lignes royalistes à l'aube, s'emparant de plusieurs sites favorables en hauteur et laissant le roi Charles sur ses arrières. Une série d'attaques des royalistes conduit à un grand nombre de victimes et à la retraite lente de l'armée d'Essex qui est alors chassée de la colline centrale et presque encerclée. Essex réussit à rallier son infanterie et se trouve poussé vers l'avant dans une contre-attaque. Le ralentissement de cette contre-attaque face à la cavalerie royaliste force Essex à envoyer des renforts qui, tout en marchant vers lui, sont attaqués et forcés à battre en retraite. Cela laisse un vide dans la ligne des parlementaires, divisant l'armée en deux ailes à travers laquelle les Royalistes passent, divisant les parlementaires et permettant aux troupes de Charles d'encercler et de vaincre l'ennemi. Les Royalistes se déplacent alors vers l'avant pour profiter de leur domination mais sont contraints d'arrêter par les London Trained Bands (en). Avec la nuit qui tombe, la bataille prend fin et, épuisées, les deux armées se désengagent. Le lendemain matin, faute de munitions, les royalistes sont obligés de laisser Essex passer et continuer son repli vers Londres.
Les raisons de la défaite royaliste comprennent le manque de munitions, le manque relatif de professionnalisme de ses soldats et les tactiques d'Essex qui compense « son manque de cavalerie par le génie tactique et la puissance de feu » pour contrer la cavalerie de Rupert en la chassant avec des formations d'infanterie de masse. Bien que le nombre de victimes soit relativement faible (1 300 royalistes et 1 200 parlementaires), les historiens qui ont étudié la bataille la considèrent comme l'une des plus cruciales de la guerre civile anglaise, atteignant le niveau le plus élevé de l'avance royaliste et conduisant à la signature de la Solemn League and Covenant (en) qui voit les Covenantaires écossais s'impliquer dans la guerre du côté du parlement et conduire à la victoire finale de la cause parlementaire.

## Contexte
Après l'incapacité des forces parlementaires à remporter une victoire décisive à la bataille d'Edgehill en 1642, l'armée royaliste avance sur Londres et capture Banbury, Oxford et Reading sans combattre. Le 13 novembre, elle fait face au comte d'Essex à la bataille de Turnham Green (en). Les conseillers de Charles Ier tentent en vain de le persuader de se retirer à Oxford et Reading. Après le siège de Reading (en) par Essex et l'échec des armées de Charles Ier dans leurs tentatives pour soulager la ville, la situation connaît une impasse. L'armée d'Essex ne peut engager directement le combat contre les royalistes à Oxford en raison de la maladie dans ses rangs, tandis que l'épuisement des fournitures et des munitions de l'armée royaliste l'empêche d'avancer après l'échec de l'expédition à Reading. Malgré ce revers, la guerre tourne de plus en plus à l'avantage des royalistes. Les premiers mois de 1643 voient un « écrasement » des parlementaires à la bataille d'Adwalton Moor, tandis que la bataille de Roundway Down (en) laisse l'armée parlementaire ravagée dans l'ouest de l'Angleterre. Ce qui permet aux royalistes avec l'armée de l'ouest et l'armée d'Oxford, sous le commandement du prince Rupert, de ravager la ville de Bristol (en). Les forces parlementaires semblent perdues : seuls les restes de l'armée d'Essex subsistent sur le terrain. Le moral des troupes est au plus bas en raison des défaites infligées aux parlementaires par les forces royalistes ailleurs dans le pays.

### Bristol

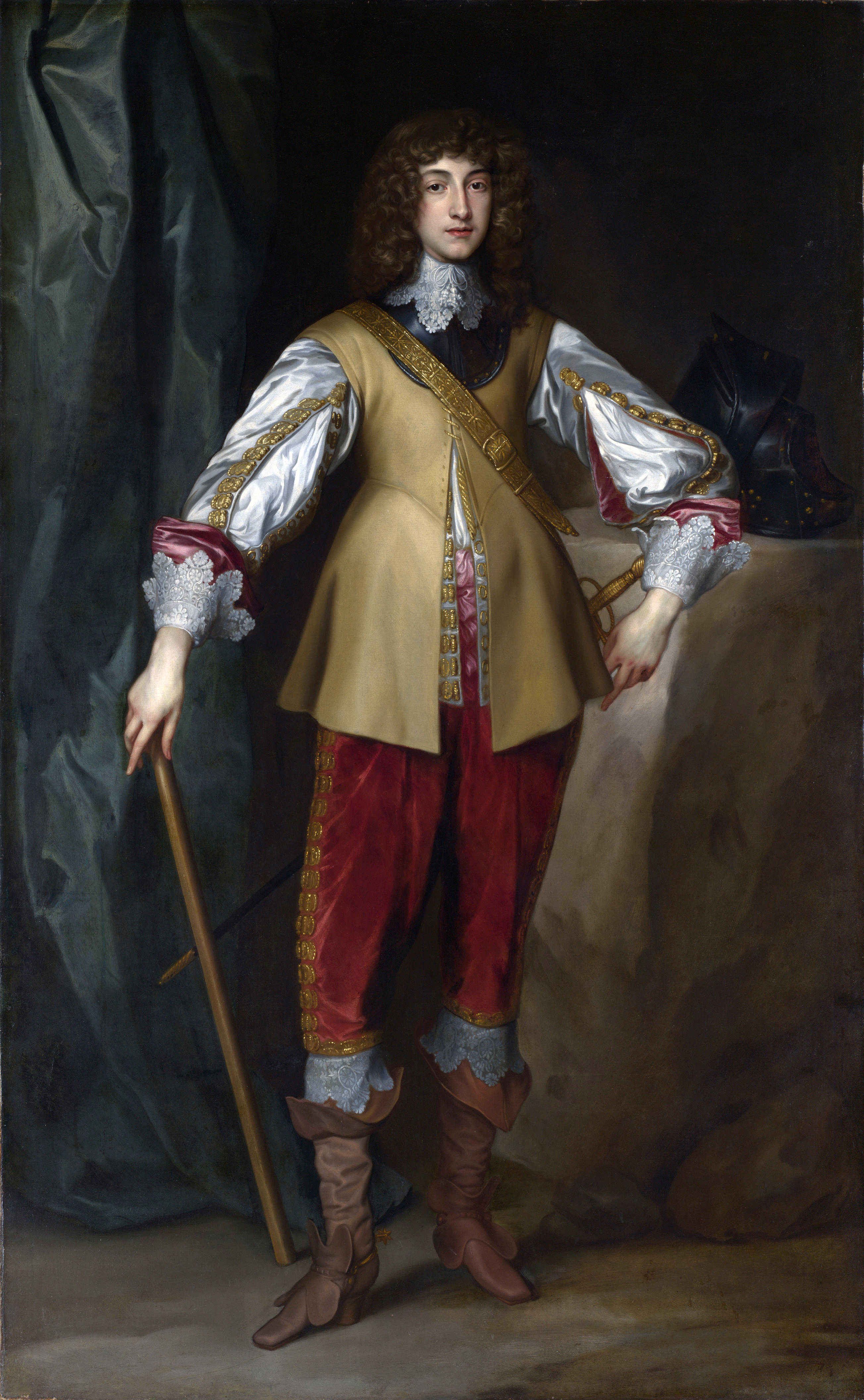
Prince Rupert du Rhin, dont la capture de Bristol témoigne d'une époque de domination de la cause royaliste.

Malgré cela, les forces royalistes ont été significativement réduites par la bataille de Bristol. Diminuées de plus de 1 000 hommes morts au combat, et après avoir épuisé leurs réserves, les armées ont été contraintes de se regrouper. La capture de Bristol est considérée comme l'époque où la cause royaliste est à son sommet pendant la Première Guerre civile anglaise. Avec la capture de la ville, un différend survient immédiatement au niveau de la prise de commandement. Charles Ier est conduit à se rendre sur le terrain le 1er août pour prendre le commandement des forces royalistes. Il réunit son conseil de guerre pour décider de la suite des opérations « d'abord, unifier l'armée et ensuite attaquer collectivement ». L'armée occidentale, bien que fort solide, refuse d'avancer plus à l'est en raison de la présence des forces parlementaires au sein du Dorset et de la Cornouaille. Les commandants estiment que s'ils essaient de faire pression, leurs troupes se mutineront ou tout simplement déserteront.
En raison de cette agitation, le roi se résout rapidement à ce que l'armée occidentale reste une force de combat indépendante et demeure dans le Dorset et la Cornouailles à « réduire » les parlementaires restants. En conséquence, l'armée de l'ouest, commandée par Lord Carnarvon, reste dans la région. Elle capture Dorchester, sans effusion de sang le 2 août. Le Prince Maurice laisse 1 200 fantassins et environ 200 cavaliers en garnison à Bristol avant de marcher sur Dorchester. Il prend personnellement le commandement. Rupert souhaite avancer dans la Severn Valley (en) et capturer Gloucester, ce qui permettrait aux forces royalistes dans le sud du Pays de Galles de renforcer l'armée de Charles Ier et ainsi rendre possible l'assaut sur Londres. Une autre faction, cependant, soutient que Londres ne pourrait être capturé avec une telle armée. La capture de Gloucester devient alors une distraction de l'objectif principal de la campagne.
Le 6 août, le conseil de guerre décide de marcher sur Gloucester en espérant une reddition et une trahison du gouverneur William Legge. Le 7 août, Charles Ier et l'armée d'Oxford défilent devant Gloucester.

### Gloucester

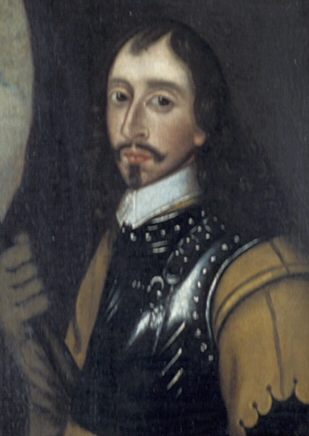
Edward Massey : l'avancée royaliste sur Gloucester repose sur l'hypothèse qu'il livrera la ville.

La force armée principale de Charles commence sa marche le 7 août et atteint le village de Painswick un jour plus tard. Cependant, la cavalerie de Rupert a pris les devants et s'est emparée du village. Charles lui-même n'a pas accompagné son armée, mais a plutôt chevauché à travers les Cotswolds pour se rendre à Rendcomb où il rencontre des renforts venus d'Oxford le 9 août. Au matin du 10 août, l'armée royaliste marche sur Gloucester et l'assiège avec environ 6 000 fantassins et 2 500 cavaliers. Sa force assemblée, Charles envoie un groupe de hérauts, escortés par 1 000 mousquetaires, à environ 14h00. Le roi tient une réunion du conseil le 26 et y convoque la garnison des agents locaux, avec Edward Massey (en). Le roi annonce que si les officiers soumis se rendent, il pardonnera à tous les officiers, interdira à son armée de causer des dommages à la ville et ne laissera qu'une petite garnison dans Gloucester. En cas de non reddition, la ville sera prise par la force et les habitants seront responsables de toutes les calamités et misères qui leur arriveront. Les espoirs antérieurs de voir Massey se rendre ne se réalisent pas. Peu après, un refus écrit de reddition est unanimement signé par les officiers tenant la ville. Les raisons du refus de Massey à rendre la ville, malgré les contacts qu'il a eus auparavant avec les royalistes, sont inconnues.
À ce stade, Charles provoque alors un autre conseil de guerre pour discuter de la situation. Si Gloucester est laissé aux mains des parlementaires, ce sera une rupture dans les lignes de communication pour les royalistes qui avancent plus à l'est en direction de Londres. En outre, la réputation personnelle de Charles serait souillée : voyager si loin et ne pas prendre Gloucester aurait un impact négatif sur son respect et son prestige, point dont il était « notoirement sensible ». Sur la base de la reconnaissance effectuée, les officiers de Charles sont confiants : les assiégés manquent de vivres et de munitions et la garnison ne tiendra pas longtemps. La ville pourrait être prise en moins de 10 jours. De plus, le Parlement ne dispose pas d'une armée efficace pour aider la ville. Si les forces d'Essex n'attaquent pas, les royalistes prendront Gloucester.
Sous le commandement direct du comte de Forth (en), les royalistes assiègent la ville. Rupert a suggéré une attaque directe, mais cette proposition n'est pas retenue en raison des craintes de pertes élevées. Le 11 août, les tranchées des royalistes ont été creusées et l'artillerie s'est préparée, malgré les tentatives de Massey de perturber le travail avec le tir de ses mousquets. Ce travail fait, il n'y a aucune issue pour les parlementaires : le seul espoir est de résister aux royalistes assez longtemps pour qu'une armée de secours arrive. À cette fin, Massey ordonne des raids sous le couvert de l'obscurité, avec James Harcus, son second commandant, menant une attaque sur les tranchées d'artillerie. En contre-partie, les royalistes attaquent l'est de la ville, mais sont chassés par le feu des canons. Le 12 août voit plus de raids, cette fois pendant la journée, qui coûtent aux royalistes 10 hommes et un dépôt d'approvisionnement, sans pertes du côté des parlementaires. Malgré cela, l'assaut ne perturbe pas les préparatifs royalistes et le soir ils sont en mesure de commencer à bombarder la ville.
Le 24 août, les royalistes souffrent de manques dans leurs stocks de poudre et de boulets, incapables de créer des brèches dans les murs. Essex, pendant ce temps, a de toute urgence préparé son armée, qui, à cause de la maladie, l'indiscipline et la désertion compte moins de 6 000 fantassins et 3 500 cavaliers. Ce n'est pas une force suffisante pour vaincre les royalistes et il sollicite 5 000 soldats supplémentaires. Les parlementaires de Londres répondent en enrôlant les London Trained Bands qui fournissent 6 000 hommes supplémentaires. Compte tenu des problèmes ajoutés et des défections, le renfort se monte à 9 000 fantassins et 5 000 cavaliers. Après son rassemblement sur Hounslow Heath, l'armée commence à marcher vers Aylesbury et arrive le 28 août. Cette force est regroupée officiellement le 30 août et après avoir été renforcée par Lord Grey le 1er septembre à Brackley, arrive à Gloucester le 5 septembre, sous une forte pluie. L'armée parlementaire atteint la ville et campe sur Prestbury Hill, immédiatement à l'extérieur. Sa présence force les royalistes à abandonner le siège : leur armée est trempée et épuisée, son état ne leur permet pas de livrer bataille.

### Poursuite
La prudence de Charles Ier a coûté cher aux royalistes. Leurs pertes vont de 1 000 à 1 500 morts tandis que seulement environ 50 victimes sont enregistrées à l'intérieur de la ville.
Le 18 septembre, l'armée de Rupert rattrape les parlementaires devant Aldbourne. Essex a perdu son avantage. Les deux parties se dirigent vers Newbury, sur des routes à peu près parallèles. La route des royalistes passe par Faringdon et Wantage. Charles réagit en envoyant Rupert et 7 000 cavaliers perturber et harceler la retraite parlementaire. Rencontrant les forces d'Essex à Aldbourne Chase, Rupert attaque mais manque de troupes pour engager les parlementaires en totalité, il n'attaque plutôt qu'une partie de l'armée adverse, provoquant le chaos et retardant Essex juste assez pour que les forces de Charles rejoignent les combats. Ces difficultés ont permis aux royalistes d'arriver à Newbury avant Essex, avec deux armées qui s'installent pour la nuit en dehors de la ville, trop épuisées pour combattre immédiatement.

## Newbury

### Les lieux
La zone autour de Newbury a été un facteur important dans la tactique des deux camps et la bataille qui en a résulté. Bien que le pays soit constitué majoritairement d'un openfield, un escarpement en forme de croissant connu sous le nom de Biggs Hill se trouve entre les forces royalistes et celles des parlementaires.

### Ordre de bataille
Les royalistes ont été menés par Charles Ier personnellement, avec William Vavasour commandant l'aile droite, Prince Rupert à gauche, et Sir John Byron au centre. L'artillerie dispose de 20 canons au total : 6 lourds, 6 moyens et 8 légers. Les estimations initiales royalistes et parlementaires citent une force d'environ 17 000 hommes, avec un soutien de l'artillerie se montant à 20 canons au total. Les estimations modernes sont d'environ 7 500 fantassins et 7 000 cavaliers. Essex conduit les parlementaires, commandant la force entière et, séparément, l'aile droite ; l'aile gauche est commandée par Philip Stapleton. Le soutien de l'artillerie est de deux canons lourds et autour de 20 canons légers ; la plus grande part de l'artillerie lourde est restée à Gloucester pour aider à défendre la ville. Les estimations quant au nombre total d'hommes varient entre 7 000 et 15 000. John Barratt, notant les pertes à Gloucester, estime l'armée d'Essex à environ 14 000 hommes, 6 000 cavaliers et dragons et 8 000 fantassins.

## Bataille

### Attaques d'Essex
La bataille commence le 20 septembre. L'armée d'Essex se réveille avant l'aube. Elle attaque vers 7 heures. Divisée en « trois corps à pied alignés ensemble et flanqués par les chevaux », l'armée est précédée par la cavalerie de Stapleton qui efface rapidement les premiers « pickets » royalistes et permet l'avance d'Essex jusqu'à Wash Common (en), une parcelle entre les deux forces. Cette marche prend environ une heure en raison du sol argileux, lourd, trempé par la pluie de la nuit précédente. L'espace ouvert devant Biggs Hill, permet de se regrouper. Rupert a établi une garde de cavalerie sur Biggs Hill. Stapleton attend que les royalistes soient proches avant de tirer, ce qui conduit à une charge atténuée et l'avance de la cavalerie parlementaire pour les combattre avec des épées. La cavalerie royaliste est incapable de s'imposer, n'ayant engagé qu'une petite partie de ses forces.
En même temps, le flanc droit parlementaire, commandé par Philip Skippon, attaque son objectif principal : le Round Hill à proximité. Le compte rendu officiel suggère que les parlementaires ont « chargé si violemment qu'ils ont battu les royalistes de la colline ». Les royalistes, d'autre part, font valoir que la colline était complètement sans défense. Le compte rendu officiel ne mentionne pas de victimes, attaquants ou défenseurs, ou ce qui est arrivé aux canons royalistes qui auraient été déployés sur la colline. La capture de Round Hill donne l'avantage à Essex et permet à Skippon de positionner 1 000 arquebusiers au-dessus de toute avance future royaliste.

### Contre-attaque royaliste
En raison de cette avance rapide, Charles se retrouve avec son armée dans le chaos, avec la force de Skippon organisée et sur son flanc. Le conseil royaliste se réunit de nouveau pour discuter des événements et décrit la chute de Round Hill comme « une erreur la plus grossière et absurde ». L'avance de Rupert a été critiquée par les deux sources, parlementaires et royalistes, au lieu d'un petit engagement, l'entêtement de la résistance parlementaire a forcé Rupert à engager des forces de plus en plus dans la mêlée, devenant finalement une série de petites expositions dans une bataille à grande échelle, avec des renforts progressivement en cours d'affrontement. Les royalistes ont subi de lourdes pertes et n'ont pas réussi à briser l'infanterie d'Essex. Même si son avance a été arrêtée, Essex n'est pas encore battu.
L'attaque de Byron sur les mousquetaires de Skippon au centre n'a pas réussi. Poussant trois régiments d'infanterie vers l'avant, la force subit des pertes élevées en voulant prendre Round Hill. L'attaque est au point mort, la cavalerie a dû être appelée en renfort. Malgré de lourdes pertes en raison de la seule voie d'accès, une ruelle étroite bordée de mousquetaires parlementaires, ce mouvement permet à Byron de prendre Roundhill, forçant l'infanterie parlementaire à reculer vers une haie de l'autre côté. L'attaque perd son élan et Roundhill est pris, Byron est incapable d'avancer plus loin. Sur le flanc droit, William Vavasour a tenté de submerger le flanc parlementaire avec une brigade de pied, qui comprenait une petite quantité de supports de cavalerie. La force de Vavasour est finalement forcée de se retirer. Les parlementaires ne cèdent pas de terrain.

### Crise et impasse
Après de violents combats, les royalistes n'ont réussi qu'à pousser les forces d'Essex brièvement en arrière. Ils ont cédé du terrain, mais ne sont pas réduits. La principale force d'infanterie est restée puissante. Essex engage alors son infanterie et l'artillerie légère. La cavalerie de Rupert est trop faible pour se défendre contre cette avance à cause de sa grande puissance de feu. Il oppose alors deux régiments d'infanterie commandés par John Belasyse pour arrêter Essex. Les dossiers parlementaires signalent qu'ils sont « chaudement chargés par le cheval et le pied de l'ennemi » qui réussit à forcer Essex lentement, bien que le combat ait pris quatre heures. En réponse, Essex appelle Skippon à l'aide. Skippon ordonne au régiment d'infanterie de se retirer de sa ligne et d'aller remplacer une partie des soldats épuisés d'Essex. Dès qu'ils arrivent, ils sont chargés par deux corps de cavalerie et un régiment d'infanterie de John Byron, et sont forcés à la retraite. Essex a regagné du terrain mais la perte de son régiment d'infanterie a ouvert une brèche dans la ligne des parlementaires. Si Rupert est capable de progresser à travers cet espace, il sera possible de briser l'armée d'Essex en deux ailes et être ensuite en mesure de les encercler. Prenant conscience de cette possibilité, il commence à redéployer la force royaliste : deux régiments de cavalerie et un régiment d'infanterie sous son commandement s'occupent d'Essex, tandis que deux régiments sous le commandement de Charles Gérard poussent à travers l'espace conquis dans la ligne des parlementaires.
Heureusement pour les parlementaires, Skippon voit cette faille et ordonne à deux régiments des bandes de Londres de se former pour combler l'écart. Bien qu'ils aient réussi à combler l'écart entre les deux ailes de la force d'Essex, ils n'ont pas de couverture et une batterie royaliste de huit canons lourds établie sur un terrain élevé commence à tirer sur eux. Incapables de bouger en raison de leur position, ils sont dans une situation intenable « lorsque les intestins et le cerveau des hommes ont volé dans [leurs] visages », résistant à deux attaques royalistes de cavalerie et d'infanterie dirigées par Jacob Astley (en). Les notes historiques de John Day montrent des pertes dans les bandes les plus qualifiées : elles ont été frappées à la tête, tandis qu'un survivant se vante que l'artillerie « nous a fait mal, que le coup de feu a éclaté nos piques ». Évidemment, dans la fournaise de la bataille, l'artillerie royaliste tire trop haut. Malgré cela, l'artillerie royaliste a joué son rôle, et les régiments formés des bandes de Londres ont été contraints à la retraite. Les armées royalistes, seulement rapprochées à portée de fusil, ont permis à la milice de se regrouper sans pertes substantielles.

## Suite des opérations

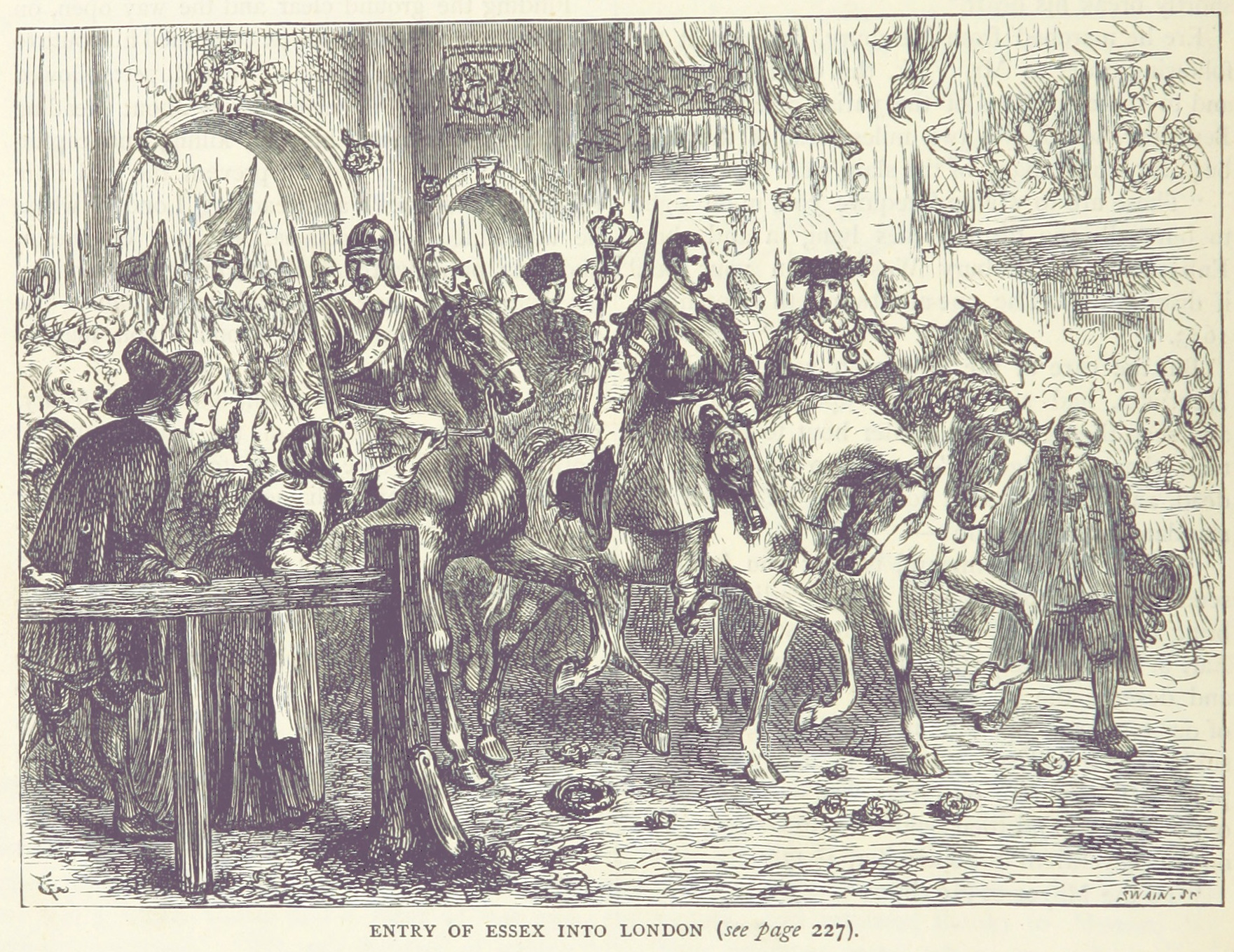
Essex entre à Londres après la bataille.

La force parlementaire, maintenant dégagée de l'armée de Charles, se retire vers Aldermaston aussi rapidement que possible, fait finalement étape à Reading et regagne Londres où Essex reçoit un accueil de héros. Les royalistes, d'autre part, sont contraints de passer le lendemain à récupérer leurs pertes, à trouver plus d'un millier de soldats blessés qui sont renvoyés à Oxford. Après avoir fini la récupération des morts et des blessés, les royalistes laissent 200 fantassins, 25 cavaliers et 4 canons dans le château de Donnington pour défendre leurs arrières puis marchent sur Oxford, après avoir enterré leurs officiers supérieurs morts à Newbury Guildhall. Les morts à Newbury se montent finalement à environ 1 300 pour les royalistes et 1 200 pour les parlementaires. Les pertes à Newbury sont dues à une multitude de facteurs. Day donne du crédit à la plus grande capacité d'Essex à conserver ses forces à travers la campagne. Il a mis les royalistes en infériorité numérique à Newbury. Il note la dépendance royaliste excessive sur la cavalerie. Au contraire, Essex « compense son manque de cavalerie par l'ingéniosité tactique et la puissance de feu ». La lutte contre la cavalerie de Rupert avec des formations d'infanterie de masse a été bénéfique. La force d'Essex a conservé un haut niveau de cohésion alors que le royalistes ont été décrits comme relativement peu professionnels. Day et Blair Worden (en) donnent aussi le manque de munitions et de poudre à canon comme facteurs déterminants dans le succès ou l'échec de la campagne de Charles Ier,.
Bien que l'attention des historiens soit normalement plus attirée par les batailles plus importantes telles qu'Edgehill et Marston Moor, plusieurs historiens qui ont étudié la période considèrent que la première bataille de Newbury est le moment décisif de la première guerre civile anglaise, à la fois comme le moment où la domination royaliste est la plus élevée et comme « une période brillante de commandement pour Essex ». John Day écrit que « Militairement et politiquement, la position du parlement au début d'octobre 1643 était manifestement beaucoup plus forte qu'à la fin de juillet. Avec le recul, la capture de Bristol est l'apogée de la guerre du roi Charles, sa meilleure et seule chance de mettre fin au conflit ». John Barratt note que les royalistes avaient échoué dans « ce qui pourrait se révéler avoir été leur meilleure chance de détruire l'armée principale de leurs adversaires sur le terrain, et l'espoir d'une victoire écrasante qui ferait tomber les parlementaires était en ruines ». Le moral parlementaire au plus haut après Newbury a conduit à la signature de la Solemn League and Covenant, apportant une armée écossaise puissante jusqu'à l'assaut contre les royalistes.

### Sources
Malcolm Wanklyn a décrit la première bataille de Newbury comme étant « à la fois la plus longue bataille de la guerre civile anglaise et celle que les historiens ont trouvé la plus difficule à décrire ». Ceci vient du fait qu'il n'y a pas de plan contemporain du champ de bataille ou un enregistrement des plans de chaque côté des opposants, alors qu'à l'inverse, il existe des comptes divers et contradictoires des deux côtés de la bataille. Un compte rendu officiel royaliste a été écrit par Lord Digby le 22 septembre, mais il souffre de défauts dus à la position de Digby loin des combats principaux, et parce qu'il a été conçu « comme une réflexion sur le résultat de la bataille, et non pas une description au coup par coup de ce qui est arrivé ». À l'inverse, ceux écrits par des officiers qui ont combattu activement dans les principales scènes de la bataille sont très au point, par exemple, les comptes de Joshua Moone et John Gwyn, roturiers qui ont combattu sur Wash Common et un tract anonyme du point de vue d'un soldat qui a attaqué Round Hill.
Du côté parlementaire, une source officielle a été publiée un mois après la bataille; en raison des circonstances de sa publication et le moral des parlementaires au plus haut après Newbury, il n'y est fait aucune tentative de dissimuler des erreurs et a été conçu pour «expliquer à un public profane ce qui était arrivé sur le champ de bataille »,. Une relation plus courte des évènements a été exprimée par le sergent Henry Foster qui a combattu avec la bande de Londres formée dans la tentative d'empêcher l'armée des royalistes de diviser celle d'Essex en deux. Le journal de Walter Yonge de Colyton (en) contient également deux rapports écrits pour la Chambre des communes par les généraux d'Essex, y compris Stapleton, bien que les originaux aient été perdus.